# Gubari
Gubari (Lymantriidae) porodica su leptira velikih krila (promjera do 10 cm). 

## Izgled
Odrasla ženka je bijelih krila, smeđeg abdomena, a mužjak tamnosmeđ s tamnim izlomljenim pojasevima. Raspon krila kod ženke je do 10 cm, a kod mužjaka 5 cm. Mužjaci imaju perastija ticala.

## Razmnožavanje
Ženka snese i do 2 000 jaja koja ostavlja na kori drveta u obliku nakupina pokrivenih dlakama sa svog zatka pa nalikuju gubi (odatle ime). Iz jaja izlaze male gusjenice koje se penju u krošnju i nagrizaju listove domaćina. Često prelaze na drugo drveće, no kukulje se na matičnom stablu.
Gusjenice su plavkastosmeđe, dlakave, s redovima plavih i crvenih točaka.
Kukuljica je duga do 3 cm, smeđe boje.

## Stanište
Žive u listopadnim šumama i parkovima, najčešće se hrane lišćem hrasta, bukve, graba, topole. U velikom broju mogu biti najdestruktivniji štetnici bjelogoričnog drveća.

## Vrste
Poznato je oko 2 500 vrsta a u Hrvatskoj su najčešći: hrastov gubar ili gubar glavonja (Lymantria dispar), topolin gubar (Stilpnotia salicis), zlatokraj (Euproctis chrysorrhoea).